# Ujedinjena Srbija
Ujedinjena Srbija oporbena je politička koalicija formirana prije općih izbora u Srbiji 2022. godine. Koaliciju čini devet stranaka i pokreta, a okosnicu čine Stranka slobode i pravde, Narodna stranka, Demokratska stranka i Pokret slobodnih građana.
Umirovljeni general Zdravko Ponoš bit će kandidat koalicije za predsjednika Srbije, Marinika Tepić bit će nositeljica liste za parlamentarne izbore, a Vladeta Janković bit će nositelj liste za beogradske izbore.

## Članice koalicije
- Stranka slobode i pravde
- Narodna stranka
- Demokratska stranka
- Pokret slobodnih građana
- Pokret za preokret
- Udruženi sindikati Srbije "Sloga"
- Građanska platforma
- Pokret slobodna Srbija
- Demokratska zajednica vojvođanskih Mađara